# 岩城亘太郎
岩城 亘太郎（いわき せんたろう、1898年5月10日 - 1988年9月23日）は、日本の造園家、作庭家。小川治兵衛（植治）の甥。本名は千太郎。

## 人物
京都府出身。1916年（大正5年）に植治に入門。植治で修行後、1927年（昭和2年）に京都植治の工事長兼支配人に就任。1930年（昭和5年）に植治の関東の仕事すべてを引き受けて上京。1939年（昭和14年）に独立、岩城造園を設立する。岩城造園はその後の1948年（昭和23年）に株式会社となる。
1944年（昭和19年）に茶道裏千家師範免許。1971年（昭和46年）労働大臣卓越技能者優秀技能章、勲五等瑞宝章受章。ジュッセルドルフ日本庭園（ドイツ）他一連の造園設計で、昭和50年度日本造園学会賞（設計計画作品部門）受賞。
他、淡交会支部長、日本緑化センター評議員、日本造園修景協会顧問、日本庭園協会理事、日本造園工会理事を歴任。

## 代表作
- 隣松園庭園（滋賀県大津市唐崎、植治と）＝ 現存せず
- 鈴木宗保邸庭園（1939年、東京都世田谷区）[2]
- 進駐軍B地区住宅造園（1947年、東京都千代田区永田町）
- 関東レース倶楽部造園
- 東京銀行市ヶ谷主庭（1951年、東京都）
- 大谷竹次郎邸全庭（1951年、東京都）
- 山崎種二邸庭園（1952年、東京都）
- 伊勢丹屋上庭園（1954年、東京都）
- 長谷川一夫邸庭園（1954年、東京都）
- 横山大観邸庭園（1954年、静岡県）
- 日本興業青山倶楽部主庭庭園（1955年、東京都）
- 日本セメント研究所庭園（1955年、東京都）
- 東洋レイン社員寮庭園（1955年、東京都）
- 中村時蔵邸庭園（1955年、東京都）
- カンボジア駐日大使館庭園（1956年、東京都）
- 文芸春秋新館会席庭（1956年、東京都）
- 名取忠彦邸茶庭（1956年、山梨県）
- 土岐達人邸庭園（1956年、東京都）
- 鈴木万平邸庭園（1956年、東京都）
- 神霊教東京本部庭園（1956年、東京都）
- 築地中央会館ビル（銀座ブロッサム）屋上庭園（1957年、東京都）
- 裏千家今日庵東京出張所茶庭（1957年、東京都）[2]
- 協同乳業東京工場工場庭園（1957年、東京都）
- 日本開発銀行江古田行舎庭園（1957年、東京都）
- 鹿島建設技術研究所庭園の一部（1957年、東京都）
- 北星海運目黒社宅（1958年、東京都）
- 明治座中坪庭（1958年、東京都）
- 靖国神社茶庭（1958年、東京都）
- ホテル昇仙閣新館庭園（1958年、山梨県）
- 萩原吉太郎邸庭園（1958年、東京都）
- ホテルニューオータニ日本庭園（1959年、東京都千代田区紀尾井町）
- 河野一郎邸庭園（1959年、東京都）
- 上原正吉邸庭園（1959年、東京都）
- 日立製作所附属病院庭園（1960年、東京都）
- 国立近代美術館中坪庭（1960年、東京都）
- 山口蓬春邸庭園（1960年、神奈川県）
- 日本石油精製横浜クラブ庭園（1960年、神奈川県）
- 大家晋三邸庭園（1960年、東京都）
- ホテル青木館庭園（1961年、静岡県）
- 鹿島建設森戸海の家庭園（1962年、神奈川県）
- ホテルオークラ日本庭園（1962年、東京都港区虎ノ門二丁目）
- 東洋レーヨン平河町社宅庭園（1962年、東京都）
- 三菱信託銀行独身寮および銀行社宅庭園（1962年、東京都）
- 三菱地所大手町第三ビル前庭（1962年、東京都）
- 三菱地所千代田ビルヂング前庭（1962年、東京都）
- 日本通運社宅庭園（1963年、東京都）
- 富士製鉄ビル前庭（1963年、東京都）
- 建設省庁舎庭園
- 中央官庁合同会議所庭園（1963年、東京都）
- 番町会館庭園（1963年、東京都）
- 伊勢丹新館屋上庭園（1963年、東京都）
- よみうりランド施設前庭、聖地公園他全域（1963年、東京都）
- 日本中央競馬会前庭（1963年、東京都）
- 鹿島守之助邸庭園（1963年、東京都）
- 鮎川義介部邸庭園（1963年、東京都）
- 不二禅堂全庭（1963年、東京都）
- オーストラリア駐日大使館全庭（1964年、東京都）
- 東京よみうりカントリークラブ読売ゴルフ場スタードーム屋內大庭園（1964年、東京都）
- 服部敬雄邸洗心苑（1964年、山形県山形市）現、洗心庵 [2]
- 仙台ホテル庭園（1964年、宮城県）
- 北の丸公園森林公園（1964年、東京都）
- ホテルニューオータニ再作庭（1964年、東京都）
- 麻布台ビル庭園の一部（1964年、東京都）
- イタリア駐日大使館庭園（1965年、東京都）
- 大正製薬大宮工場庭園（1965年、埼玉県）
- 独協大学キャンパス学校庭園（1965年、埼玉県）
- 専修大学キャンパス学校庭園（1965年、神奈川県）
- 関湊邸庭園（1965年、東京都)
- 白川忍邸庭園（1965年、東京都)
- 井上定雄邸庭園（1965年、東京都)
- 正力松太郎邸庭園（1965年、神奈川県)
- 都道府県会館庭園（1965年、東京都)
- 三菱地所日本ビルヂング提供公園他（1965年、東京都)
- 西新井大師境内庭園（1965年、東京都)
- 小沢眼科病院庭園（1965年、茨城県）
- 池上本門寺境内庭園の一部（1965年、東京都)
- 三菱健康保険伊東保養所庭園（1966年、静岡県）
- 山種美術館庭園（1966年、東京都）
- 国立京都国際会館庭園の一部（1966年、京都府）
- 森永乳業多摩工場・工場庭園（1966年、東京都）
- 札幌グランドホテル庭園（1966年、北海道）
- 三菱地所国際ビルヂング各所庭園（1966年、東京都）
- カフェテラス「ロシモ」（1966年、東京都世田谷区）
- インドネシア日本大使館庭園（1966年、インドネシア）
- 新大阪建物ビル屋上庭園（1967年、東京都）
- ホテルながやま庭園（1967年、石川県）
- 大都ビル庭園（1967年、東京都）
- 読売ランドアイススケート場森林公園（1967年、東京都）
- 岡村長德邸庭園（1967年、東京都）
- 成田山新勝寺山門及境内（1968年、千葉県）
- 大阪建物ビル屋上野鳥庭園（1968年、東京都）
- 東京電力姉崎火力発電所工場庭園（1968年、千葉県）
- 荒川区役所新庁舎庭園（1968年、東京都）
- 中尊寺茶庭（1968年、岩手県）
- 北の丸公園滝口及流水（1968年、東京都）
- 新丸の内会館旧丸ビル屋上庭園（1968年、東京都）
- 鹿島建設本社ビル屋上庭園（1968年、東京都）
- 赤倉観光ホテル自然公園（1968年、新潟県）
- 東京電力品川火力発電所工場庭園（1968年、東京都）
- 東京電力横浜火力発電所工場庭園（1968年、神奈川県）
- 東洋インキ青戸工場・工場庭園（1968年、東京都）
- 東京国立博物館東洋館庭園の一部（1968年、東京都）
- メゾン平河庭園（1968年、東京都）
- 満願寺庭園（1969年、東京都）
- 東亜相互企業本社ビル（TSK・CCCターミナルビル）庭園（1969年、東京都）
- 世田谷区役所新庁舎（1969年、東京都）
- 東京電力五井火力発電所工場庭園（1969年、千葉県）
- 親和銀行本店庭園（1969年、長崎県）
- 川奈ホテル椿園他全庭（1969年、静岡県）
- 日本万国博覧会会場の一部（1969年、大阪府）
- 国立近代美術館庭園（1969年、東京都）
- 丸善石油社宅庭園（1969年、埼玉県）
- 三菱地所新有楽ビルヂング庭園（1969年、東京都）
- 日本ビクター本社庭園（1969年、東京都）
- 八十二銀行本店庭園（1969年、長野県）
- 山梨中央銀行本店庭園（1969年、山梨県）
- 関東銀行本店庭園（1969年、茨城県）
- 町田市役所新庁舎庭園（1969年、東京都）
- 東京電力横須賀火力発電所工場庭園（1969年、神奈川県）
- 東京電力千葉火力発電所工場庭園（1969年、千葉県）
- 東京電力横浜火力発電所工場庭園（1969年、神奈川県）
- 山種不動産熱海家庭園（1969年、静岡県）
- 世界貿易センタービル庭園（1969年、東京都）
- 新日鉄ビル前庭（1969年、東京都）
- 料亭胡蝶庭園（1969年、東京都）
- 富士写真フイルム寮（1970年、神奈川県）
- 村瀬二郎邸庭園（1970年、アメリカ合衆国・ニューヨーク）
- 藤田正明邸庭園（1970年、東京都）
- 丸の内仲通りプロムナード（1970年、東京都）
- 日本コカコーラ本社ビル庭園（1970年、東京都）
- 東京電力福島原子力発電所工場庭園（1970年、福島県）
- 長銀不動産日吉台マンンョン庭園（1970年、神奈川県）
- 石井光次郎邸庭園（1970年、神奈川県）
- 岸信介邸庭園（1970年、静岡県）[2]
- 滝井本社ビル庭園（1970年、大阪府）
- 外務省飯倉公館庭園（1970年、東京都）
- 福岡国際カントリークラプ（1970年、福岡県）
- 鹿島建設葉山研修センター庭園（1971年、神奈川県）
- 富士鷹興業本社ビル庭園（1971年、東京都）
- 茂ヶ崎荘仙庵茶庭（1971年、宮城県仙台市）
- アムステルダムホテルオークラ庭園（1971年、オランダ・アムステルダム）
- 古流ア力デミー庭園（1971年、東京都）
- 霊友会本部庭園（1971年、東京都）
- 札幌市役所新庁舎庭園（1971年、北海道）
- 平櫛田中邸（1971年、現小平市平櫛田中彫刻美術館)中庭 （東京都小平市）
- 川崎製鉄千葉製鉄所工場庭園（1971年、千葉県）
- 東京電力大井火力発電所工場庭園（1971年、東京都）
- 池袋東武会館庭園の一部（1971年、東京都）
- 日本IBM本社ビル庭園（1971年、東京都）
- 山形グランドホテル庭園（1971年、山形県）
- 丸紅ビルヂング庭園（1972年、東京都）
- 三菱地所青山ビル庭園（1972年、東京都）
- 厚木国際カントリー倶楽部（1972年、神奈川県）
- ミュンヘン・イングリッシュガルデン茶庭（1972年、ドイツ・ミュンヘン）
- 平凡社本社ビル庭園（1972年、東京都）
- 独協医科大学グラウンド（1972年、栃木県）
- 秋葉原ラジオ会館庭園（1972年、東京都）
- 柴田正象邸庭園（1972年、長野県）
- 慈宏寺庭園（1972年、東京都）
- 東京電力鹿島火力発電所工場庭園（1972年、東京都）
- 三越記念図書館庭園（1972年、東京都）
- ヤクルト本社ビル庭園（1972年、東京都）
- 独協医科大学構内庭園（1973年、栃木県）
- 三菱本館ビル庭園（1973年、東京都）
- 三菱銀行事務センター庭園（1973年、東京都）
- 東京電力本社ビル屋上庭園（1973年、東京都）
- 江東区役所新庁舎庭園（1973年、東京都）
- 明月院境内庭園（1973年、神奈川県）
- F&Fビル（旧伊勢丹吉祥寺店、現・コピス吉祥寺）屋上庭園（1973年、東京都）
- 霊友会伊豆弥勒山御廟所庭園（1973年、静岡県）
- ホテルオークラ別館庭園（1973年、兵庫県）
- 永富邸秋惠園（1973年、東京都）
- 料亭喜多やま庭園（1973年、東京都）
- 三菱地所松戸ビルヂング庭園（1974年、千葉県）
- 迎賓館赤坂離宮和風別館庭園 （1974年、東京都港区元赤坂二丁目）
- 迎賓館赤坂離宮本館せせらぎ （1974年、東京都港区元赤坂二丁目）
- 最高裁判所新庁舎庭園（1974年、東京都）
- 東京アメリカンクラブ庭園（1974年、東京都）
- ジュッセルドルフ日本庭園（1974年、ドイツ・ジュッセルドルフ）
- ホテルニューオータニ庭園再（1974年、東京都）
- 茨城県知事公舎及公館（1974年、茨城県）
- 川崎製鉄千葉工業製鉄所（JFEスチール東日本製鉄所#千葉地区）正門他工場庭園（1974年、千葉県）
- 三菱地所三田国際ビル庭園（1975年、東京都）
- 藤田一暁邸庭園（1975年、東京都）
- 中山競馬場庭園の一部（1975年、千葉県）
- 大井コンテナふ頭商業文化施設用地際庭園の一部（1975年、東京都)
- 聖フランシスコ病院修道女会・フランシスコ・ヴィラ庭園（1975年、東京都）
- 大倉山ヒルタウン庭園（1975年、神奈川県横浜市港北区）
- 板橋養育院（現東京都健康長寿医療センター）ナーシングホーム庭園（1976年、東京都）
- 東京自治会館庭園（1976年、東京都府中市）
- カネボウ化粧品教育センター庭園（1976年、神奈川県横浜市中区）
- 最高裁・大井、東・西・中町各公邸庭園（1976年、東京都）
- 東京電力姉崎火力発電所工場庭園（1976年、千葉県）
- 山形新聞放送会館庭園（1976年、山形県）
- 坂出共同福祉施設A地区植栽（1976年、香川県）
- 独協医科大学附属病院庭園（1976年、栃木県）
- 椿大神社鈴松庵庭園（1976年、三重県）
- 東京電機大学鳩山校舎学校庭園（1977年、埼玉県）
- 梅鶯山荘（1977年、静岡県）
- 江東区夢の島いこいの家庭園（1977年、東京都）
- 大正製薬本社新社屋庭園（1977年、東京都）
- ホテル鹿島ﾉ森ホテルロッチ庭園（1977年、長野県）
- シンガポール駐日大使館庭園（1977年、東京都）
- 永平寺別院境内庭園（1977年、東京都）
- 大平正芳邸庭園（1977年、東京都）
- 池上本門寺庭園再（1978年、東京都）
- 郵船ビル庭園（1978年、東京都）
- 筑波学園研究所庭園の一部（1978年、茨城県）
- 東京電力大磯海の家庭園（1978年、神奈川県）
- 八十二銀行事務センター庭園（1978年、長野県）
- 東京電力袖ヶ浦火力発電所工場庭園（1978年、千葉県）
- ホテルニュー岡部庭園（1978年、栃木県）
- 西新井大師前庭（1978年、東京都）
- オークラホテル新潟庭園（1978年、新潟県）
- 三菱地所新青山ビル庭園（1978年、東京都）
- 都ホテル東京庭園（1978年、東京都）
- 古峯神社古峯園（1978年、栃木県鹿沼市)
- 神奈川県立武道館庭園 （横浜市港北区岸根町）
- 扇湖山荘庭園（神奈川県鎌倉市鎌倉山）[3]
- 茶道宗遍流止観亭 （神奈川県鎌倉市浄明寺）
- 箱根美術館茶庭 （神奈川県箱根町）
- 大松美術館庭園 （岐阜県羽島郡岐南町）
- 西山荘御殿跡前庭（茨城県常陸太田市）
- 常信寺庭園復元（愛媛県松山市）[4]
- 伊勢神宮・神宮茶室庭園 （1985年、三重県伊勢市）
- 鳳琳カントリー倶楽部 (1988年、千葉県市原市)[5]

## 岩城亘太郎と水琴窟
今日一般に知られている水琴窟は、30数年前には昔の工法が失われていて、幻の水琴窟と言われていた。30数年前に、岩城亘太郎が昔に作庭した庭で水琴窟が施行されていたことが分かっている。水琴窟は、江戸時代から始まり明治時代には盛んに用いられたが、次第に廃れていった。1980年代に新聞やテレビ番組で取り上げられたことをきっかけにその存在が広く知られるようになった